# 悼王 (楚)
悼王（とうおう）は、悼哲王（とうてつおう）ともいい、中国の戦国時代の楚の王。姓は羋、氏は熊。諱は疑。粛王、宣王の父。

## 生涯
楚の声王の子として生まれた。声王6年（紀元前402年）に声王が賊に暗殺されたため、その後を嗣いで楚王に即位した。
悼王2年（紀元前400年）、趙・魏・韓の三晋の軍が楚に侵攻してきたが、三晋の軍は乗丘まで進軍して撤退した。悼王3年（紀元前399年）、鄭に楡関を返還した。悼王4年（紀元前398年）、楚の郎荘平君が軍を率いて鄭に侵攻した。鄭の皇子・子馬・子池・子封が軍を率いて楚軍を迎撃しようとした。しかし楚軍が氾を渡り会戦しようとすると、鄭軍は蔑に逃げ込んだ。楚軍は蔑を包囲し、鄭軍とその4将軍を降伏させた。楚軍が郢に凱旋すると、鄭の太宰欣がまた鄭で反乱を起こし、鄭の駟子陽を滅ぼした。悼王5年（紀元前397年）、楚は鄭の4将軍とその兵民を鄭に帰した。晋軍が津や長陵を包囲して攻め落とした。悼王は長陵の報復のために平夜悼武君（昭王の子の平夜文君の子）に軍を率いて晋に侵攻するよう命じた。楚軍は郜を降し、滕公をとどめて凱旋した。悼王7年（紀元前395年）、韓・魏が郜の役の報復のために軍を率いて楚の武陽を包囲した。魯陽公（平王の子の子期の曾孫）が軍を率いて武陽を救援し、楚軍と韓・魏軍が武陽の城下で戦ったが、楚軍は大敗した。陳の人が叛いて王子定を陳に迎え入れるなど、楚の領邦の城は多くが離反した。悼王は平夜悼武君に命じて斉の陳淏に援軍を求めさせた。斉の陳疾目は車1000乗を率いて武陽で楚軍に従った。三晋の軍と楚軍は再び会戦した。斉軍は嵒まで達して撤退した。悼王9年（紀元前393年）、楚軍は韓を攻撃して負黍を奪った。悼王11年（紀元前391年）、趙・魏・韓の軍の侵攻を受け、楚軍は大梁・楡関で敗れた。悼王は秦に厚く賄賂を贈って仲介を頼み、趙・魏・韓と講和することができた。
この頃、魏では将軍の呉起が宰相の公叔と対立し、武侯とも折り合いが悪くなって出奔し、楚を頼った。悼王は呉起を宰相に任用した。呉起は国政や軍制の改革をおこない、軍の強化を図ったが、楚の門閥貴族たちとの対立を深めた。
悼王21年（紀元前381年）、薨去した。王の死後まもなく、呉起は反対派の貴族ら70余家の軍に襲われ、悼王の遺体の前で射殺された。王の遺体にも矢が突き刺さっていたという。悼王の子の粛王が王位を嗣いだ。